# علم مقاطعة كالوغا
أعتمد علم كالوغا أوبلاست رسميا في يوم 30 كانون الثاني - يناير 2004. ويتكون العلم من ثلاثة أشرطة أفقية بالألوان الأحمر والأبيض والأخضر ويوجد في الشريط الأحمر تاج إمبراطوري ذهبي يشكل اللون الأبيض 1⁄6 بينما شكل اللونان الآخران 5⁄6.